# River Falls (Wisconsin)
River Falls é uma cidade localizada no estado norte-americano de Wisconsin, no Condado de Pierce e Condado de St. Croix.

## Demografia
Segundo o censo norte-americano de 2000, a sua população era de 12.560 habitantes.
Em 2006, foi estimada uma população de 13.657, um aumento de 1097 (8.7%).

## Geografia
De acordo com o United States Census Bureau tem uma área de
13,0 km², dos quais 12,9 km² cobertos por terra e 0,1 km² cobertos por água.

## Localidades na vizinhança
O diagrama seguinte representa as localidades num raio de 16 km ao redor de River Falls.